# Plagiogyria × wakabae
Plagiogyria × wakabae là một loài dương xỉ trong họ Plagiogyriaceae. Loài này được Kurata ex Nakaike mô tả khoa học đầu tiên năm 1971.
Danh pháp khoa học của loài này chưa được làm sáng tỏ. 